# Koszulka (ubiór)

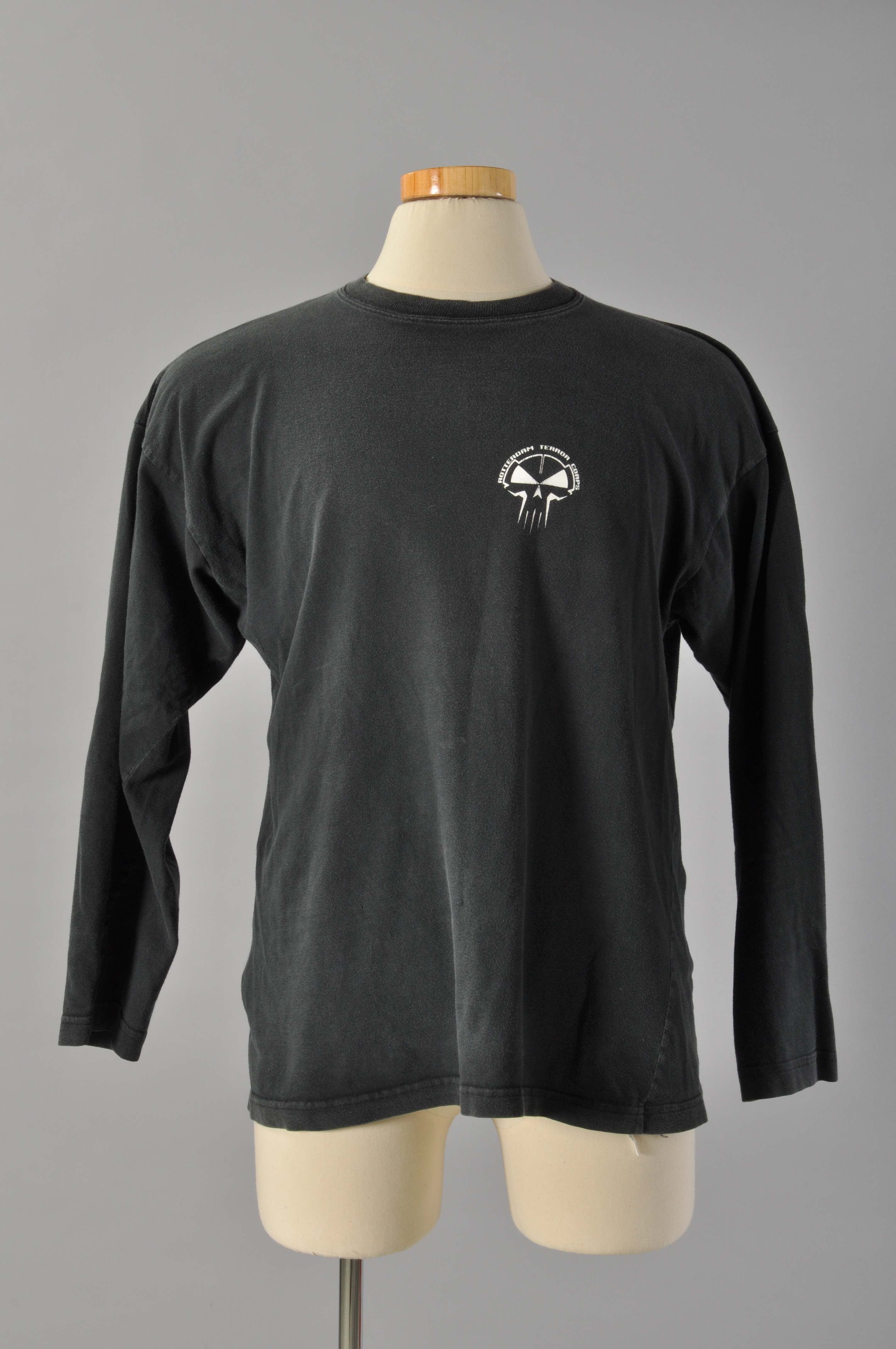
Koszulka z długimi rękawami

Koszulka – część garderoby zakładana przez głowę, bezpośrednio na ciało. Osłania tułów niekiedy wraz z rękoma. Zazwyczaj wykonywana z cienkiego materiału. 
Ubiór zróżnicowany pod względem kroju, długości oraz występowania lub braku rękawów (por. t-shirt, podkoszulka, top, crop top).